# Montmairan
Montmeyran és un municipi francès situat al departament de la Droma i a la regió d'Alvèrnia-Roine-Alps. L'any 2007 tenia 2.787 habitants.

## Demografia

### Població
El 2007 la població de fet de Montmeyran era de 2.787 persones. Hi havia 1.065 famílies de les quals 223 eren unipersonals (96 homes vivint sols i 127 dones vivint soles), 344 parelles sense fills, 407 parelles amb fills i 91 famílies monoparentals amb fills.
La població ha evolucionat segons el següent gràfic:
Habitants censats

### Habitatges
El 2007 hi havia 1.172 habitatges, 1.088 eren l'habitatge principal de la família, 31 eren segones residències i 52 estaven desocupats. 1.053 eren cases i 106 eren apartaments. Dels 1.088 habitatges principals, 848 estaven ocupats pels seus propietaris, 210 estaven llogats i ocupats pels llogaters i 30 estaven cedits a títol gratuït; 8 tenien una cambra, 51 en tenien dues, 96 en tenien tres, 255 en tenien quatre i 678 en tenien cinc o més. 893 habitatges disposaven pel capbaix d'una plaça de pàrquing. A 455 habitatges hi havia un automòbil i a 574 n'hi havia dos o més.

### Piràmide de població
La piràmide de població per edats i sexe el 2009 era:
| Homes | Edats   | Dones |
| ----- | ------- | ----- |
| 0     | 95 o +  | 4     |
| 4     | 90 a 94 | 8     |
| 24    | 85 a 89 | 12    |
| 4     | 80 a 84 | 32    |
| 48    | 75 a 79 | 52    |
| 24    | 70 a 74 | 28    |
| 64    | 65 a 69 | 48    |
| 52    | 60 a 64 | 60    |
| 72    | 55 a 59 | 80    |
| 128   | 50 a 54 | 136   |
| 96    | 45 a 49 | 84    |
| 72    | 40 a 44 | 76    |
| 100   | 35 a 39 | 88    |
| 112   | 30 a 34 | 108   |
| 68    | 25 a 29 | 60    |
| 88    | 20 a 24 | 60    |
| 76    | 15 a 19 | 92    |
| 116   | 10 a 14 | 84    |
| 116   | 5 a 9   | 120   |
| 100   | 0 a 4   | 52    |

## Economia
El 2007 la població en edat de treballar era de 1.816 persones, 1.323 eren actives i 493 eren inactives. De les 1.323 persones actives 1.216 estaven ocupades (651 homes i 565 dones) i 108 estaven aturades (49 homes i 59 dones). De les 493 persones inactives 174 estaven jubilades, 177 estaven estudiant i 142 estaven classificades com a «altres inactius».

### Ingressos
El 2009 a Montmeyran hi havia 1.110 unitats fiscals que integraven 2.899,5 persones, la mediana anual d'ingressos fiscals per persona era de 19.767 €.

### Activitats econòmiques
Dels 144 establiments que hi havia el 2007, 3 eren d'empreses extractives, 5 d'empreses alimentàries, 6 d'empreses de fabricació d'altres productes industrials, 33 d'empreses de construcció, 28 d'empreses de comerç i reparació d'automòbils, 3 d'empreses de transport, 8 d'empreses d'hostatgeria i restauració, 2 d'empreses d'informació i comunicació, 6 d'empreses financeres, 2 d'empreses immobiliàries, 18 d'empreses de serveis, 21 d'entitats de l'administració pública i 9 d'empreses classificades com a «altres activitats de serveis».
Dels 49 establiments de servei als particulars que hi havia el 2009, 1 era una oficina d'administració d'Hisenda pública, 1 oficina de correu, 2 oficines bancàries, 1 funerària, 4 tallers de reparació d'automòbils i de material agrícola, 4 paletes, 8 guixaires pintors, 8 fusteries, 6 lampisteries, 4 electricistes, 2 perruqueries, 5 restaurants, 1 agència immobiliària, 1 tintoreria i 1 saló de bellesa.
Dels 12 establiments comercials que hi havia el 2009, 3 eren botiges de menys de 120 m², 2 fleques, 1 una carnisseria, 1 una botiga de roba, 2 botigues de material esportiu, 1 un drogueria i 2 floristeries.
L'any 2000 a Montmeyran hi havia 60 explotacions agrícoles que ocupaven un total de 1.488 hectàrees.

## Equipaments sanitaris i escolars
L'únic equipament sanitari que hi havia el 2009 era una farmàcia.
El 2009 hi havia 1 escola maternal i 2 escoles elementals.

## Poblacions més properes
El següent diagrama mostra les poblacions més properes.